# Берёзка (Тамбовская область)
Берёзка — посёлок в Тамбовском районе Тамбовской области России. 
Входит в Новолядинский поссовет.

## География
Расположен в 11 км к востоку от центра города Тамбова у объездной дороги и в 4 км к северо-западу от рабочего посёлка Новая Ляда.

## Население
| 2002 | 2010 |
| ---- | ---- |
| 848  | ↘669 |

Согласно результатам переписи 2002 года, в национальной структуре населения русские составляли 95 % от жителей.